# Vendémiaire

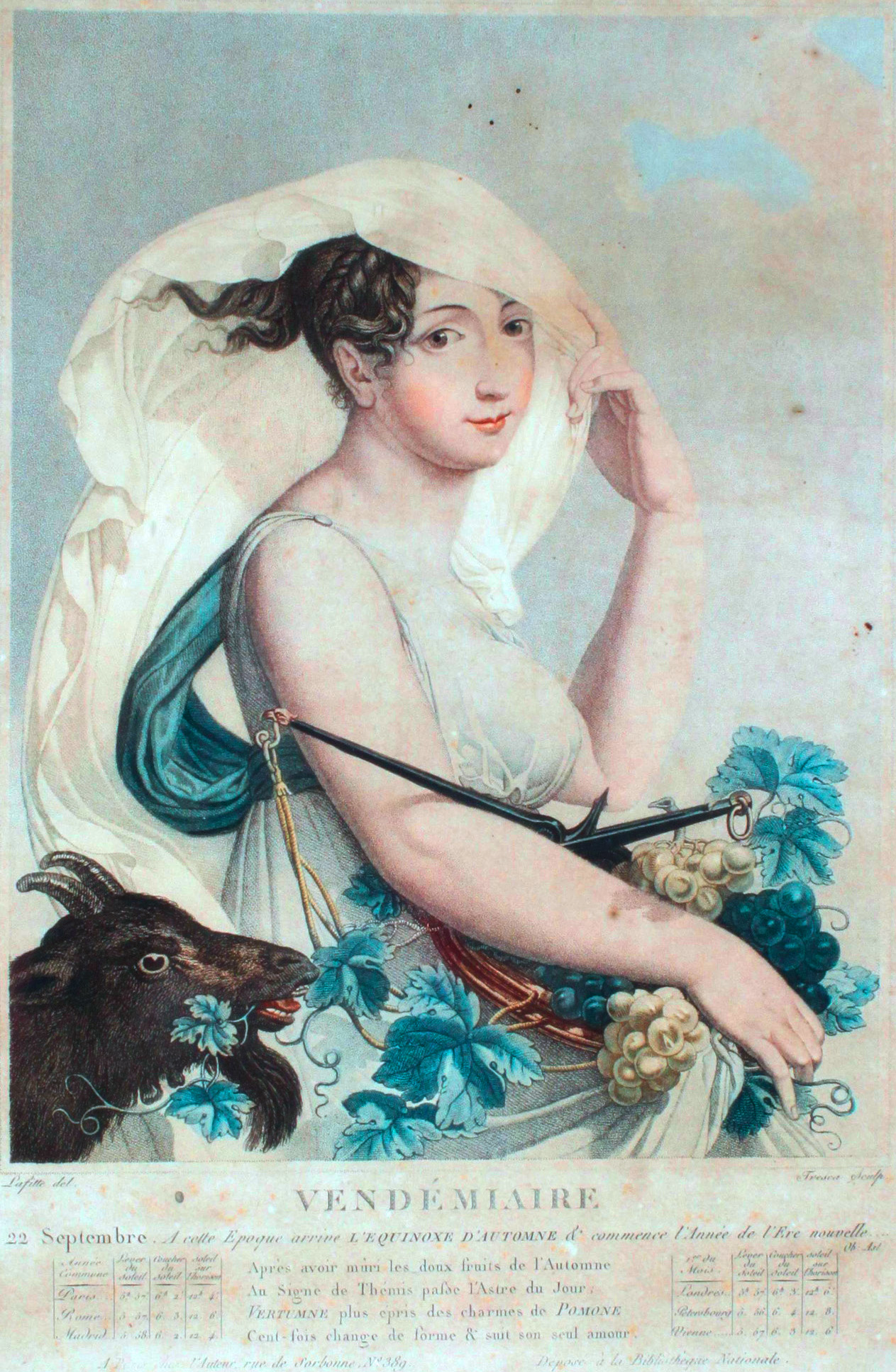
Vendémiaire allegóriája, ismeretlen festő

Vendémiaire (ejtsd: vandémier), magyarul: Szüret hava, a francia forradalmi naptár első, őszi hónapja.
Megközelítően – az évektől függően egy-két nap eltéréssel – megegyezik a Gergely-naptár szerinti szeptember 22-étől október 21-éig terjedő időszakkal, amikor a Nap áthalad az állatöv Mérleg csillagképén.
A latin vindemia, illetve a francia vendanges, „szüret” szóból származik, amelyre „szeptemberben és októberben került sor”, olvasható Fabre d’Églantine költő javaslatában, melyet 1793. október 24-én, a „Naptárkészítő Bizottság” nevében nyújtott be a Nemzeti Konventnek.
Meg kell jegyezni, hogy ez a szüreti időszak csupán a Föld északi féltekéjén igaz. Noha a naptárat egyetemesnek szánták, készítőit erősen befolyásolta a francia vidéki élet.
E hónap nevét viseli a francia haditengerészet F-734 lajstromjelű, Prairial osztályú fregattja.

## Átszámítás
| I. év | II. év | III. év | V. év | VI. év | VII. év |

| szeptember | 1792 | 1793 | 1794 | 1796 | 1797 | 1798 | október |

| I. év | II. év | III. év | V. év | VI. év | VII. év |

| szeptember | 1792 | 1793 | 1794 | 1796 | 1797 | 1798 | október |

| IV. év | VIII. év | IX. év | X. év | XI. év | XIII. év | XIV. év |

| szeptember | 1795 | 1799 | 1800 | 1801 | 1802 | 1804 | 1805 | október |

| IV. év | VIII. év | IX. év | X. év | XI. év | XIII. év | XIV. év |

| szeptember | 1795 | 1799 | 1800 | 1801 | 1802 | 1804 | 1805 | október |

| XII. év |

| szeptember | 1803 | október |

| XII. év |

| szeptember | 1803 | október |

## Napjai
| A "Vendémiaire" hónap napjai | A "Vendémiaire" hónap napjai | A "Vendémiaire" hónap napjai | A "Vendémiaire" hónap napjai | A "Vendémiaire" hónap napjai | A "Vendémiaire" hónap napjai | A "Vendémiaire" hónap napjai |
| ---------------------------- | ---------------------------- | ---------------------------- | ---------------------------- | ---------------------------- | ---------------------------- | ---------------------------- |
|                              | 1. dekád                     | 1. dekád                     | 2. dekád                     | 2. dekád                     | 3. dekád                     | 3. dekád                     |
| Primidi                      | 1.                           | Raisin (szőlő)               | 11.                          | Pommes de terre (burgonya)   | 21.                          | Chanvre (kender)             |
| Duodi                        | 2.                           | Safran (sáfrány)             | 12.                          | Immortelle (szalmavirág)     | 22.                          | Pêche (őszibarack)           |
| Tridi                        | 3.                           | Châtaigne (gesztenye)        | 13.                          | Potiron (óriástök)           | 23.                          | Navet (fehérrépa)            |
| Quartidi                     | 4.                           | Colchique (kikerics)         | 14.                          | Réséda (rezeda)              | 24.                          | Amaryllis (amarillisz)       |
| Quintidi                     | 5.                           | Cheval (ló)                  | 15.                          | Âne (szamár)                 | 25.                          | Bœuf (ökör)                  |
| Sextidi                      | 6.                           | Balsamine (nebáncsvirág)     | 16.                          | Belle de nuit (csodatölcsér) | 26.                          | Aubergine (padlizsán)        |
| Septidi                      | 7.                           | Carottes (sárgarépa)         | 17.                          | Citrouille (tök)             | 27.                          | Piment (paprika)             |
| Octidi                       | 8.                           | Amaranthe (bársonyvirág)     | 18.                          | Sarrazin (hajdina)           | 28.                          | Tomate (paradicsom)          |
| Nonidi                       | 9.                           | Panais (paszternák)          | 19.                          | Tournesol (napraforgó)       | 29.                          | Orge (árpa)                  |
| Decadi                       | 10.                          | Cuve (kád)                   | 20.                          | Pressoir (prés)              | 30.                          | Tonneau (hordó)              |